# Lista światowego dziedzictwa UNESCO w Surinamie
Lista światowego dziedzictwa UNESCO w Surinamie – lista miejsc w Surinamie wpisanych na listę światowego dziedzictwa UNESCO, ustanowionej na mocy Konwencji w sprawie ochrony światowego dziedzictwa kulturowego i naturalnego, przyjętej przez UNESCO na 17. sesji w Paryżu 16 listopada 1972 roku.
Obecnie na liście znajdują się trzy obiekty: dwa dziedzictwa kulturowego i jeden o charakterze kulturowo–przyrodniczym.
Aktualnie brak jest obiektów surinamskiej liście informacyjnej UNESCO – liście obiektów, które Surinam zamierza rozpatrzyć do zgłoszenia do wpisu na listę światowego dziedzictwa. 

## Obiekty na liście światowego dziedzictwa UNESCO
Poniższa tabela przedstawia surinamskie obiekty na liście światowego dziedzictwa UNESCO:
Nr ref. – numer referencyjny UNESCO;
Obiekt – polskie tłumaczenie nazwy wpisu na liście wraz z jej angielskim oryginałem;
Położenie – miasto, dystrykt;
Typ – klasyfikacja według Komitetu Światowego Dziedzictwa:
- kulturowe (K),

- przyrodnicze (P),

- kulturowo–przyrodnicze (K,P);

Rok wpisu – rok wpisu na listę;
Opis – krótki opis obiektu.

| Nr ref. | Obiekt | Zdjęcie | Położenie                                                      | Typ        | Rok  | Opis |
| ------- | --- | ------- | -------------------------------------------------------------- | ---------- | ---- | --- |
| 1017    | Rezerwat naturalny środkowego Surinamu Central Suriname Nature Reserve |         | Dystrykt Sipaliwini 4°00′00″N 56°30′00″W/4,000000 -56,500000   | P (ix)(x)  | 2000 | Rezerwat przyrody Środkowy Surinam obejmuje 1,6 miliona ha pierwotnych lasów tropikalnych środkowo–zachodniego Surinamu. Lasy charakteryzują się dużą różnorodnością roślinności, do tej pory zidentyfikowano ponad 5 tys. gatunków roślin. Rezerwat posiada dużą różnorodność ekosystemów. Występują tutaj zarówno lasy deszczowe, jak i pasma górskie powyżej 1000 m n.p.m.              |
| 940     | Zespół zabytkowy Paramaribo Historic Inner City of Paramaribo |         | Paramaribo (dystrykt) 5°49′25″N 55°10′11″W/5,823611 -55,169722 | K (ii)(iv) | 2002 | Paramaribo to dawne holenderskie miasto kolonialne z XVII wieku założone na północnym wybrzeżu tropikalnej Ameryki Południowej. Oryginalny i bardzo charakterystyczny układ ulic historycznego centrum pozostaje nienaruszony. Architektura budynków jest połączeniem holenderskiego stylu architektonicznego z tradycyjnymi lokalnymi technikami.                                         |
| 1680    | Stanowisko archeologiczne Jodensavanne: osada Jodensavanne i cmentarz Cassipora Creek Jodensavanne Archaeological Site: Jodensavanne Settlement and Cassipora Creek Cemetery |         | Dystrykt Para 5°25′45,0″N 54°59′03,4″W/5,429172 -54,984286     | K (iii)    | 2023 | Osada Joden Savanne była schronieniem dla Żydów uciekających przed hiszpańską inkwizycją. Witani w Surinamie, najpierw przez Brytyjczyków, a później przez Holendrów, osiedlali się i uprawiali ziemie wzdłuż rzeki Surinam. W ramach rządowej polityki przyciągania osadników żydowskich otrzymali oni specjalne przywileje, które zapewniły im wolność wyznania oraz własne sądownictwo. |